# Réservoir-Dozois
Réservoir-Dozois est un territoire non organisé situé dans la municipalité régionale de comté de La Vallée-de-l'Or, dans la région administrative de l'Abitibi-Témiscamingue, au Québec.

## Toponymie
Son nom vient du réservoir Dozois, un important réservoir.

## Histoire
- 1er janvier 1986 : constitution du territoire non organisé de Réservoir-Dozois.

## Démographie
| 2001 | 2006 | 2011 | 2016 | 2021 |
| ---- | ---- | ---- | ---- | ---- |
| 0    | 0    | 0    | 0    | 0    |